# Horla kyrka
Horla kyrka är en kyrkobyggnad i den sydvästra delen av Vårgårda kommun. Den tillhör Hols församling i Skara stift.

## Kyrkobyggnaden
Kyrkan av gråsten i romansk stil uppfördes någon gång mellan 1100-talet och 1300-talet. Den betraktas som en av de bäst bevarade i stiftet och har i likhet med tre andra kyrkor i grannskapet aldrig försetts med något fönster i nordväggen. År 1684 brann kyrkan så endast murarna stod kvar. Elden hade spridit sig till kyrkan från omgivande bebyggelse. Vid efterföljande reparation byggdes nytt tak och därefter reparerades murarna. Ett timrat vapenhus i väster tillkom på 1700-talet och 1845 togs ytterligare ett fönster upp i söder samtidigt som de båda befintliga fönstren vidgades. Takbeläggningen av spån ersattes med tegel. År 1950 installerades elektrisk uppvärmning som ersatte tidigare kaminer. 1954 lades taket om och tegelbeläggningen byttes ut mot ekspån. 2003 lagades det läckande taket och ekspånen ersattes av enkupigt lertegel. 
Interiört är kyrkan en av få som fått bibehålla sin smala romanska triumfbåge mot koret med medeltida kvadermålning. Inredningen i kyrkorummet är välbevarad och har läktare placerad i norr. 
Söder om kyrkan finns en fristående klockstapel uppförd 1697 av byggmästare Jon i Säckegärde. År 1721 kläddes stapeln in.

## Inventarier
- Predikstolen är tillverkad omkring år 1690. 1715 målades korgen av Gustaf Kihlman, Borås, som även tillverkade ljudtaket.
- Altaruppsatsen är utförd 1715 av Gustaf Kihlman.

### Klockor
Storklockan är av en senmedeltida normaltyp och saknar inskrifter.

### Orglar
Orgeln, som är placerad på golvet i norr, tillverkades 1966 av A. Magnusson Orgelbyggeri AB. Den har fem stämmor fördelade på manual och pedal. På läktaren finns även ett harmonium som inköptes 1920.

## Bilder

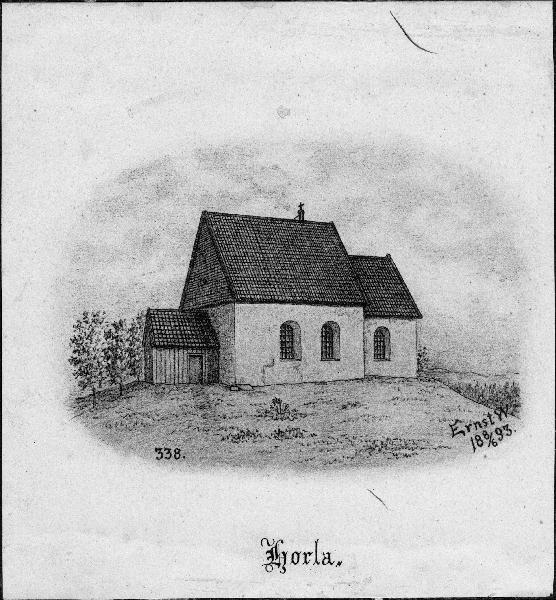
Kyrkan på teckning från 1893.
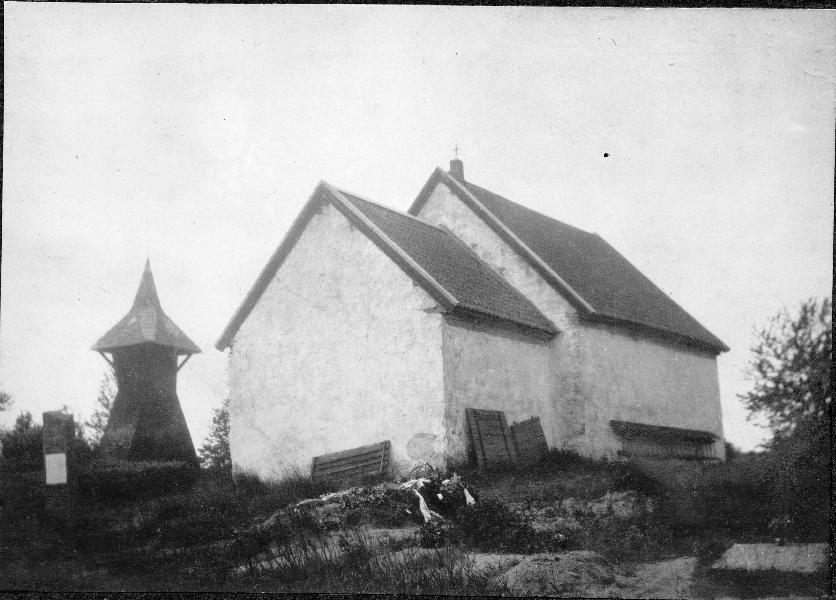
Exteriör från norr på äldre foto.
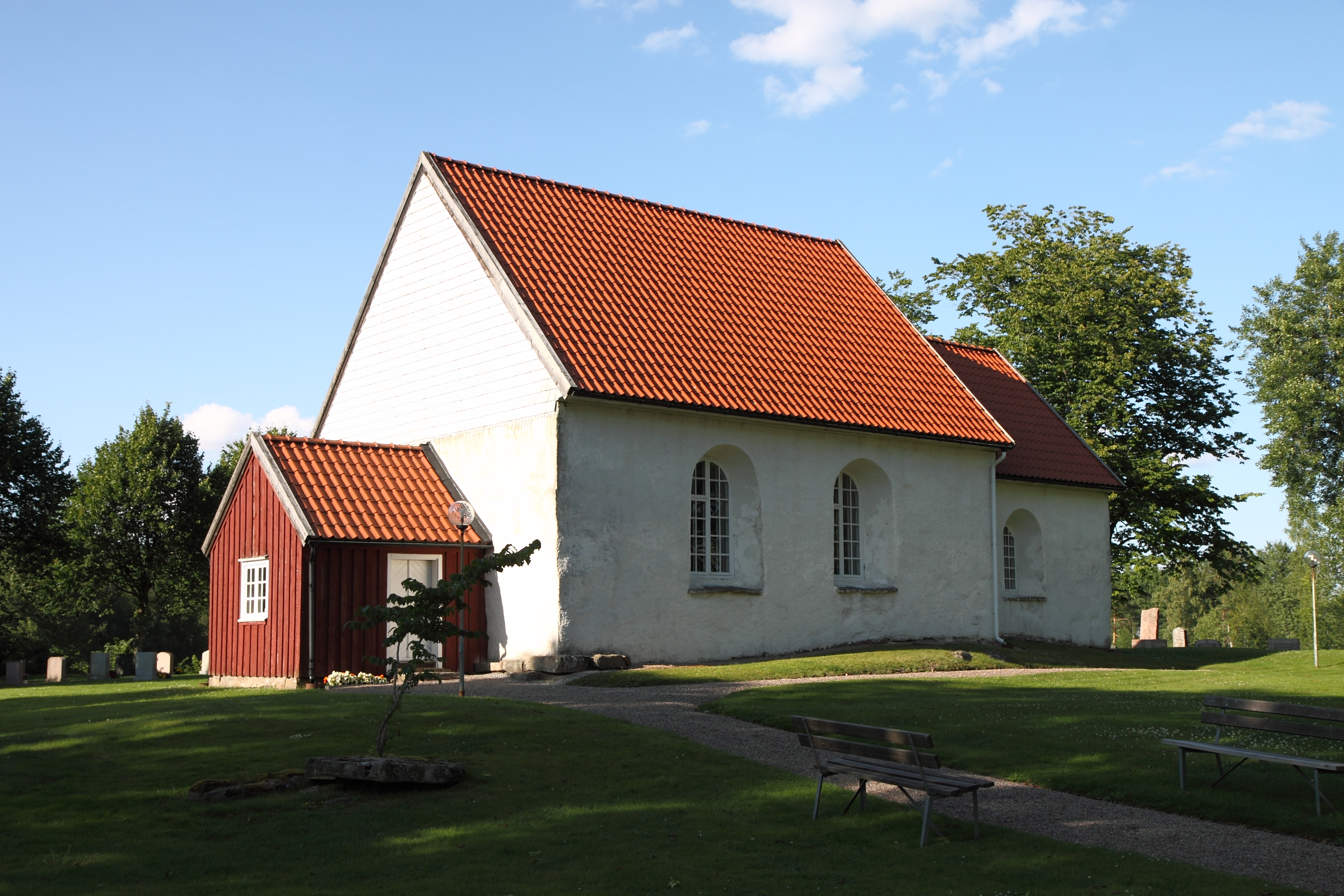
Exteriör från söder.
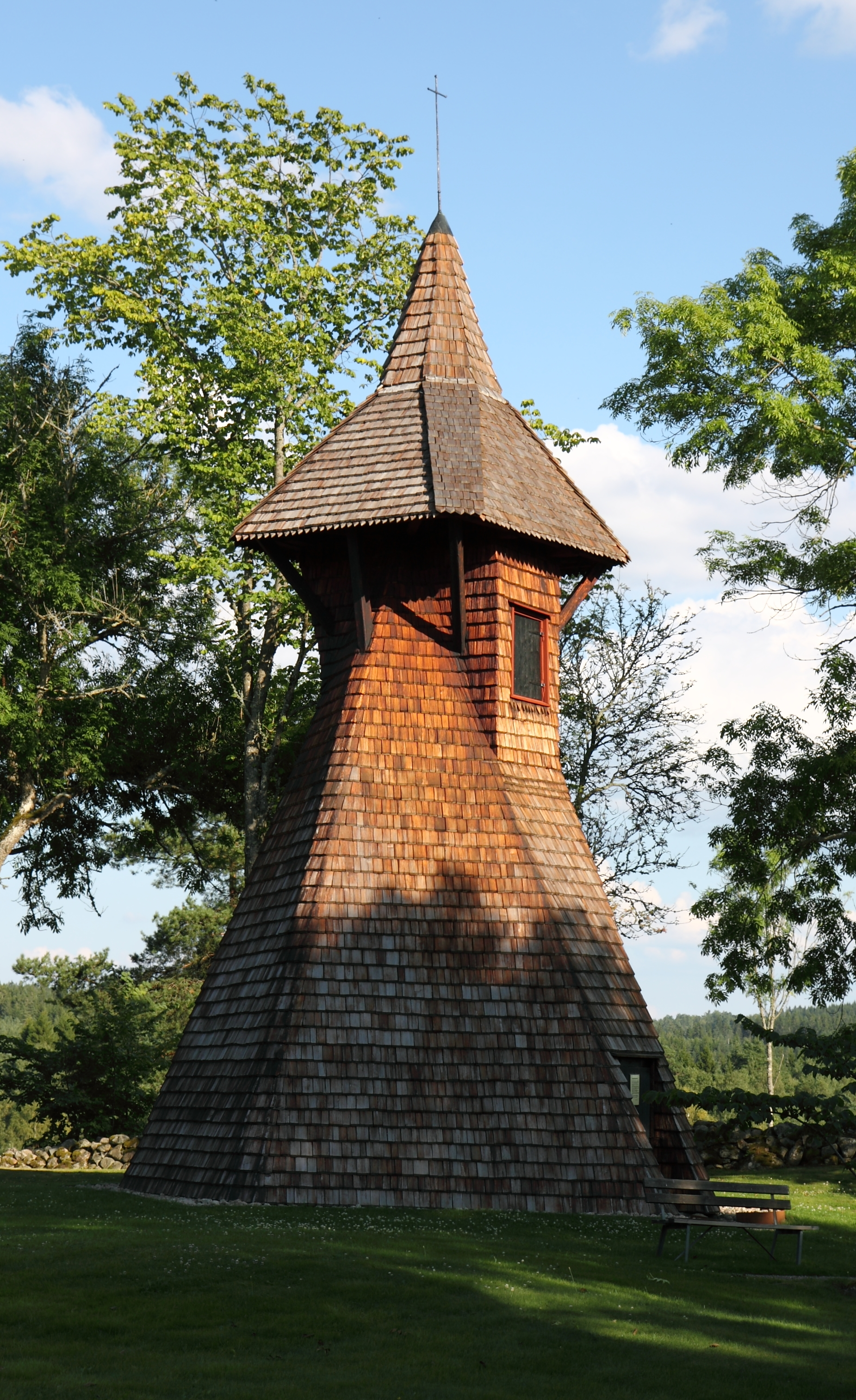
Klockstapel